# Siedliska (powiat piski)
Siedliska – dawna wieś w Prusach, obecnie woj. warmińsko-mazurskie, powiat piski, gmina Pisz.
Wieś powstała w ramach kolonizacji Wielkiej Puszczy w komturstwie piskim. Wcześniej był to obszar Galindii. Wieś ziemiańska, dobra służebne w posiadaniu drobnego rycerstwa (tak zwani wolni, ziemianie w języku staropolskim), z obowiązkiem służby rycerskiej (zbrojnej). 
Miejscowość powstała przy samej granicy z Mazowszem. W XV i XVI w. wieś w dokumentach zapisywana pod nazwą Krzysztofy lub Cristochs.
Wieś służebna lokowana w 1476 r. przez komtura bałgijskiego Zygfryda Flacha von Schwartzburga, który nadał Janowi Merten 12 łanów na prawie magdeburskim z obowiązkiem jednej służby zbrojnej, położonych między wsiami Turowo, Jeże i rzeką Wincentą. W XVI w. wraz z Lipnikami, Turowem i Rakowem nazywane były Krzysztofami, jako że należały do jednego właściciela.